# ایروینگ استون
ایروینگ استون (به انگلیسی: Irving Stone) نویسنده آمریکایی است که بواسطه رمان‌هایی که درباره زندگینامه شخصیت‌های تاریخی مشهور نوشته مشهور گشته است.

## کتابشناسی
- سوز زندگی {شور هستی} (۱۹۳۴)
- همسر جاویدان (۱۹۴۴)
- همسر رئیس جمهور (۱۹۵۰)
- عشق جاوید است (۱۹۵۴)
- رنج و سرمستی (۱۹۶۱)
- آنها که دوست دارند (۱۹۶۵)
- شور ذهن (۱۹۷۱)
- گنج یونانی (۱۹۷۵)
- ژرفای افتخار (۱۹۸۵)